# 疏受
疏受（？－？），字公子，西汉东海郡兰陵（今山东省枣庄东南）人，西漢太子少傅。

## 生平
疏受為太子太傅疏廣之姪。
疏受因賢能良實被推舉為太子家令。疏受為人謙恭有禮、才思敏捷，又嫺於辭令。宣帝從幸東宮，疏受被謁見，受命應對。等到宴會時，奉觴為宣帝祝壽，言辭禮節嫺熟優雅，宣帝大悅。地節三年（前67年）四月戊申，立皇子劉奭為皇太子，任丙吉為太子太傅，疏廣為太子少傅。六月壬辰，丙吉被升為御史大夫，疏廣為太子太傅，疏受為太子少傅。太子每次上朝，被進見時，疏廣在前，疏受在後。叔姪皆為太子師傅，朝廷皆以此為榮。
元康三年（前63年）四月丙子，太子劉奭已十二歲，通習《論語》、《孝經》。疏廣對疏受說：「吾聞『知足不辱，知止不殆』，『功遂身退，天之道』也。今仕官至二千石，宦成名立，如此不去，懼有後悔，豈如父子相隨出關，歸老故鄉，以壽命終，不亦善乎？」疏受磕頭說：「從大人議。」當日叔姪兩俱上書言病而辭官。滿三月後被令歸家治病，疏廣接著稱病，上書請求因老退職。宣帝因其叔姪年老，准许其請求，加賜黃金二十斤，太子贈再贈五十斤。公卿大夫故友鄉人為其祭祀路神，在東都門外設帳，送行的車有數百輛。疏廣堅決地告詞離去。道路兩旁觀看的人都說：「賢哉二大夫！」為之嘆息甚至哭泣。

## 家庭

### 叔
- 疏廣：太子太傅

## 評價
- 韓愈：「昔疏廣、受二子以年老，一朝辭位而去，於時公卿設供張，祖道都門外，車數百兩，道路觀者多歎息泣下，共言其賢。漢史既傳其事，而後世工畫者又圖其跡，至今照人耳目，赫赫若前日事。」